# Deutsche Flugzeug-Werke

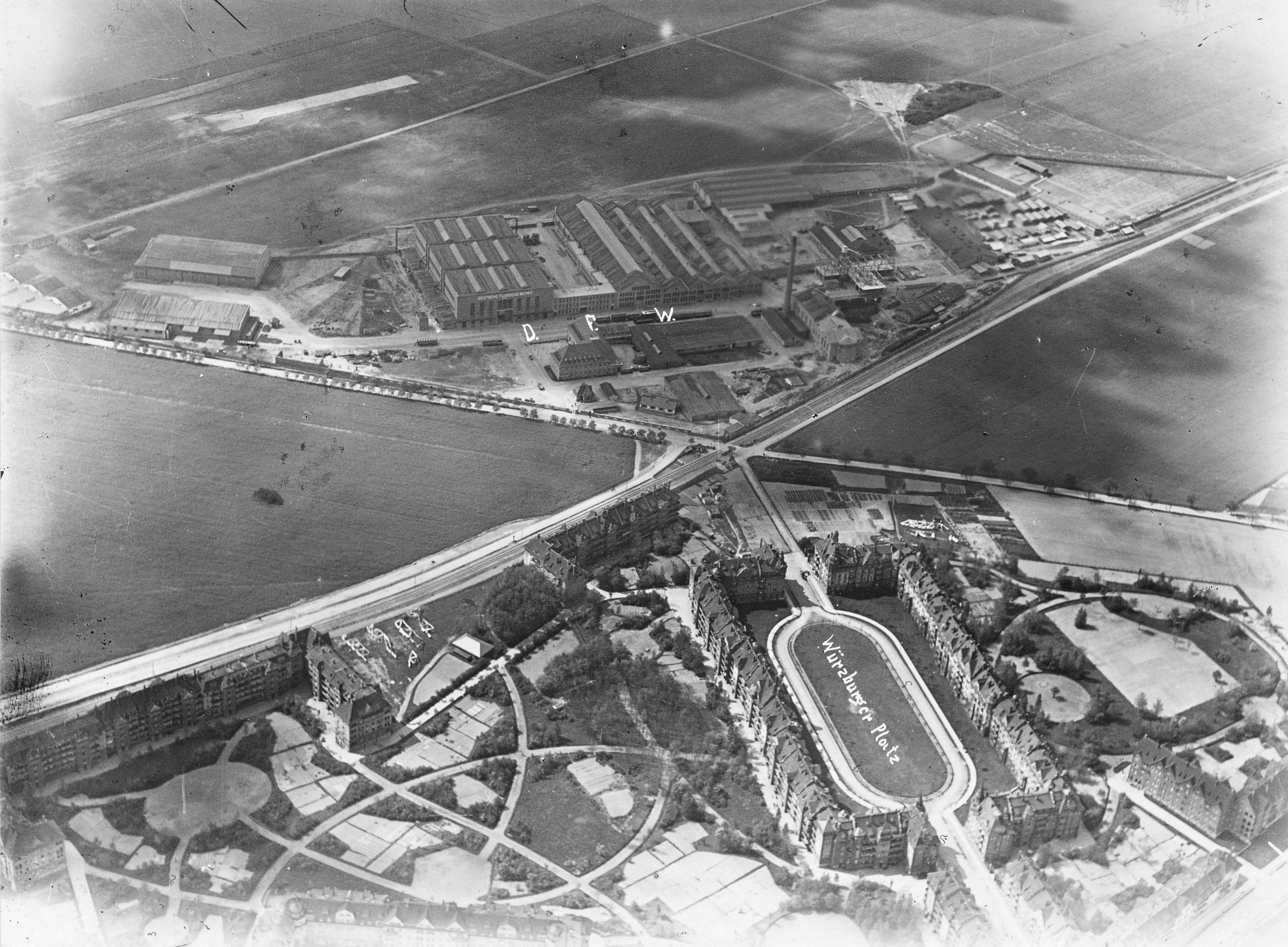
Werk II, Großzschocher 1920

Die Deutsche Flugzeug-Werke GmbH, abgekürzt DFW, war während des Ersten Weltkriegs einer der wichtigsten deutschen Flugzeughersteller. Sie wurden 1911 in Lindenthal bei Leipzig zunächst als Sächsische Flugzeug-Werke gegründet und später umbenannt.

## Geschichte
Am 16. April 1911 eröffnete in Lindenthal der nach dem Flugplatz Johannisthal bei Berlin zweitälteste für Motorflüge offiziell zugelassene deutsche Flugplatz. Er befand sich zwischen Lindenthaler Hauptstraße und An der Hufschmiede südlich des alten Ortskerns (Gartenwinkel). In Lindenthal entwickelte sich in kurzer Zeit beachtliche Luftsportaktivitäten. Am 21. und 22. Oktober 1911 fanden die Leipziger Flugtage statt, ein Wettbewerb um Dauer- und Höhenflugpreise. Zum Vergleichsfliegen trat auch ein Doppeldecker der Sächsischen Flugzeugwerke an, gesteuert von Heinrich Oelerich und Hans Schirrmeister. Oelerich war bei den DFW Einflieger und Konstrukteur, später war er Direktionsmitglied der DFW. Am 2. November 1911 stellte er auf einem Doppeldecker einen Dauerflugrekord von 3 Stunden 39 Minuten auf.
Die Sächsischen Flugzeug-Werke wurden im März 1911 durch den Leipziger Verleger Bernhard Meyer und den Ingenieur Erich Thiele gegründet. Im November 1911 wurde das Unternehmen in Deutsche Flugzeug-Werke GmbH umbenannt. Vom Lindenthaler Flugplatzverein hatten die DFW für fünf Jahre drei massive Flugzeugschuppen gemietet, in denen die Flugzeuge montiert wurden. Bis 1915 wurden dann nordwestlich des Lindenthaler Tannenwaldes auf Radefelder Flur Montagehallen, ein Verwaltungsgebäude sowie mehrere Häuser mit Werkswohnungen gebaut. Als Werksflugplatz nutzten die DFW den westlich des Tannenwaldes befindlichen Exerzierplatz der Garnison Leipzig oder auch die werbewirksamen Flugveranstaltungen auf dem Lindenthaler Flugplatz.
Bereits 1911 eröffnete Erich Thiele eine werkseigene Fliegerschule, an der später bekannte Piloten wie Franz Büchner, Eugen Wiencziers und Heinrich Oelerich als Fluglehrer wirkten. Oelerich schulte dort erstmals 1912 künftige Militärpiloten. 1913 wurde die DFW-Fliegerschule als eine der ausgewählten werkseigenen Ausbildungsstätten aus Mitteln der Nationalflugspende bezuschusst und bildete bis zur Feldpilotenprüfung aus.
Unter der Leitung von Oskar Schmal begann die Firma zunächst mit der Lizenzproduktion französischer Baumuster (Farman), nahm aber ab 1913 eigene Konstruktionen auf. Wichtigster Konstrukteur war der prominente Flugpionier Heinrich Oelerich.
Für Marineflugzeuge gründete Bernhard Meyer als alleiniger Gesellschafter 1914 die Tochterfirma DFW-Flugzeugwerft Lübeck-Travemünde. Die aus dem Jeannin-Flugzeugbau Johannisthal hervorgegangenen National-Flugzeugwerke (NFW) übernahmen die DFW am 15. Juni 1915 als Tochtergesellschaft. Neuer Firmensitz der NFW wurde Großzschocher, wo im Kaisergrund ab 1917 das spätere Werk II der DFW entstand. Ein neuer Werksflugplatz wurde am 11. Mai 1917 in Betrieb genommen. Auch in Österreich-Ungarn wurde eine Tochtergesellschaft gegründet, die der Konstrukteur Heinrich Bier leitete.
Unter Leitung des namhaften Konstrukteurs Hermann Dorner begannen die DFW im September 1915 mit der Entwicklung eines der ersten deutschen Riesenflugzeuge, das bereits ein Jahr später als R.I zum Erstflug startete. Ab 1916 führte Willi Sabersky-Müssigbrodt die Entwicklung des Aufklärerzweisitzers C.V zum Erfolg.
Als Bernhard Meyer am 19. April 1917 starb, wurde sein Schwiegersohn Kurt Herrmann Generaldirektor der DFW. Nach dem Ersten Weltkrieg mussten die DFW nach den Bestimmungen des Friedensvertrags von Versailles ihren Betrieb am 18. Dezember 1919 einstellen und in Liquidation gehen. Auf Initiative Herrmanns ging aus den Flugzeug-Werken am 16. Juni 1919 die Allgemeine Transportanlagen-Gesellschaft hervor und die DFW GmbH wurde am 16. Juni 1928 im Handelsregister gelöscht.

## Entwicklungen

### Vorkriegsmodelle
- DFW-Doppeldecker, Versuchsflugzeug
- DFW Mars-Doppeldecker, Schulflugzeug
- DFW Renn-Doppeldecker, Sportflugzeug
- DFW Stahl-Taube, Aufklärer

### Unbewaffnete Aufklärer/Schulflugzeuge
- 1914: DFW T 25, Aufklärer

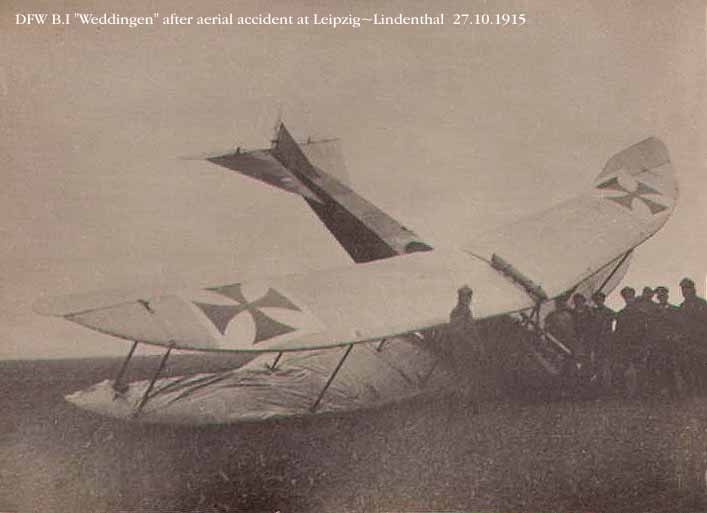
DFW B.I Weddingen (1915)

- 1914: DFW B.I/MD 14, Aufklärer & Schulflugzeug
- 1915: DFW B.II/MRD, Schulflugzeug

### Aufklärer

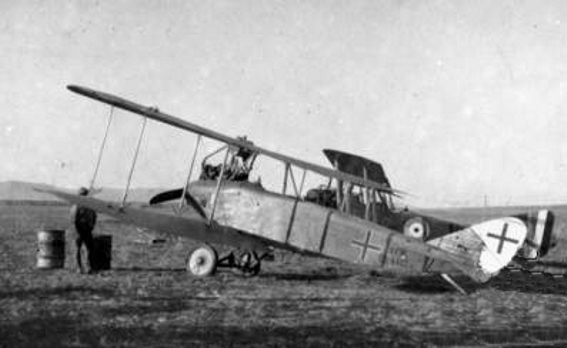
DFW C.V (1918)

- 1915: DFW C.I/KD 15, Aufklärer
- 1915: DFW C.II, Aufklärer
- 1916: DFW C.IV, Aufklärer
- 1916: DFW C.V/T 29, Aufklärer
- 1918: DFW C.VI, Aufklärer
- 1918: DFW C.VII/F 37, Aufklärer

### Jagdflugzeuge
- 1915: DFW T 28 Floh, Versuchs-Jagdflugzeug
- 1916/17: DFW D.I, Jagdflugzeug
- 1917: DFW Dr.I, Jagddreidecker
- 1918: DFW D.II/F 34, Jagdflugzeug

### Riesenbomber

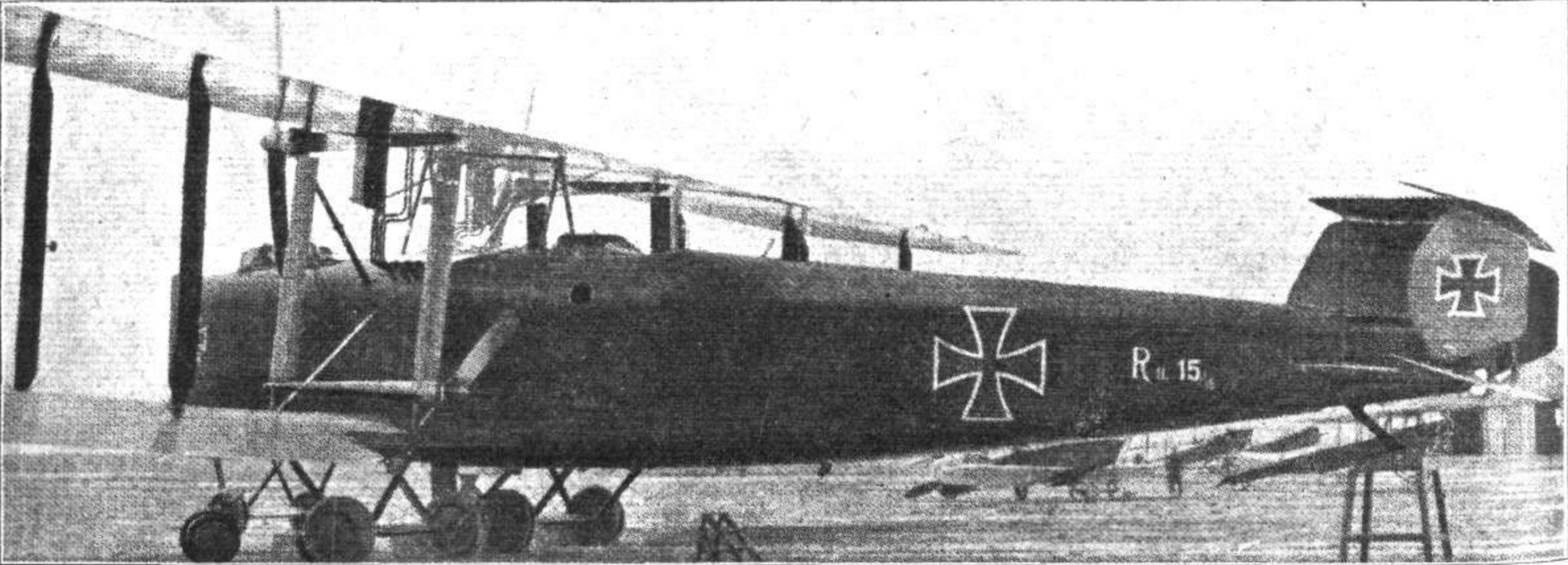
DFW R.II (1919)

- 1916: DFW R.I/T 26, Bombenflugzeug
- 1916/17: DFW R.II, Bombenflugzeug
- 1918: DFW R.III, Bombenflugzeug

### Sonstige

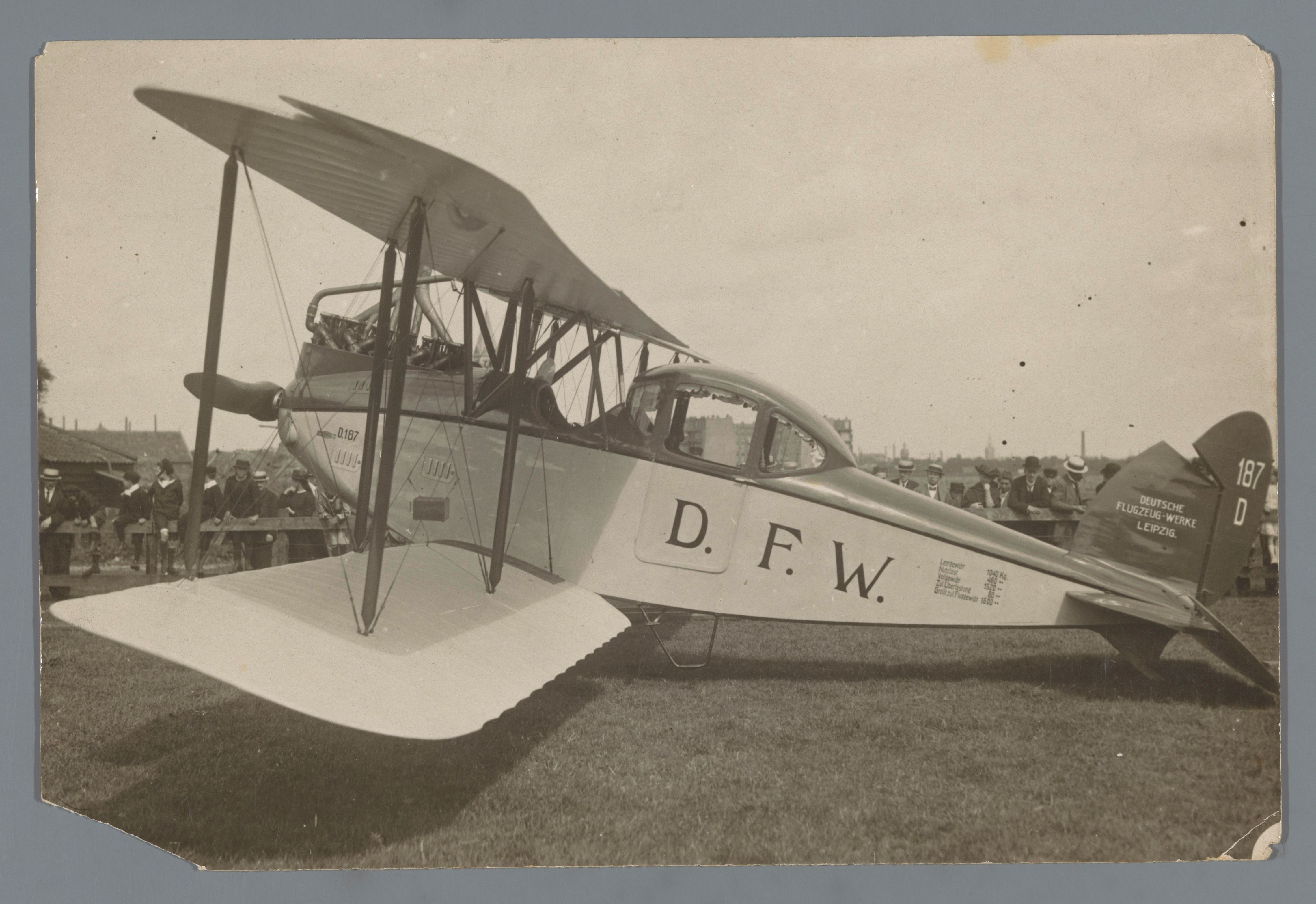
DFW P.I (1919)

- 1919: DFW C.VII/F 37 III, Höhenversuchsflugzeug
- 1919: DFW P.I/F37, Verkehrsflugzeug